# 孔国鎮
孔 国鎮（コン・グクチン、공국진、孔國鎭）は、大韓民国の軍人。本貫は曲阜孔氏。

## 経歴
水原商業学校卒業。1940年4月、歩兵第78連隊に勤務していた申東雨一等兵の影響を受けて陸軍特別志願兵第3期生を志望して合格。同年8月、陸軍兵志願者訓練所で4か月の教育訓練を受けて12月19日、歩兵第76連隊に配属された。下士官に昇進した孔は1944年1月に第1軍務予備訓練所助教に選抜され、翌年5月に曹長となり終戦を迎えた。
1946年1月、南朝鮮国防警備隊第1連隊に志願兵として入隊して曹長（軍番110002番）。同年8月、連隊長の推薦で警備士官学校に入学。
1946年12月14日、警備士官学校第2期卒業、任少尉（軍番10174番）、第1連隊第1中隊小隊長。
1948年10月、麗水・順天事件で鎮圧軍作戦参謀。
1949年3月、智異山地区戦闘司令部（司令官：丁一権准将）作戦参謀。麗水・順天事件の首謀者である金智會らの掃討に大きく寄与した。
1949年9月、智異山地区戦闘司令部（司令官：金白一大領）参謀長。智異山地区第2兵団の掃討で功績を立てた。
1950年1月15日、任中領、第3師団参謀長。
1950年9月、陸軍本部作戦課長。
1951年1月、任大領。
1951年3月、第1軍団作戦参謀。
1951年11月、戦前の智異山討伐経験から白野戦戦闘司令部（司令官：白善燁少将）の作戦参謀に抜擢。
1952年2月、第8師団第21連隊長。パンチボウル東北812高地と854高地の防御作戦を担当した。
1954年5月、准将進級と同時に憲兵司令官。
1956年1月に起きた金昌龍暗殺事件に連座して1957年4月19日に予備役編入。5年の有期刑を受けて釜山刑務所に服役。
1960年4月、四月革命が起こり釈放。当時、軍需基地司令官だった朴正煕の世話になり、やがて実業界に入り、多くの会社の代表理事として活躍した。

## 勲章
- 乙支武功勲章[11]
- シルバースター 1952年[12]

## 人物
佐々木春隆によれば、俳優になっていれば、さぞ大成したと思われるほどの美男子で、その経歴と手腕は辻政信に似たところがあるという。
戦史編纂委員会は公刊戦史編纂のために関係者3000人余りを対象に口述収録作業を行い、その一環として1965年6月15日、孔国鎮に証言聴取が行われた。このとき孔国鎮は白野戦戦闘司令部の討伐作戦について、白将軍はこの中にいるのは皆敵だとし、良民と敵を区別することなく光州の収容所に送った。多くの良民が極寒の収容所に送られ、半分以上は死んだと証言した。
智異山のゲリラ討伐に何度も関わり、「なまじ討伐が上手だなんて噂になり、二度いや三度も智異山討伐をやらされた。ほとほとまいった次第だが、おかげで今でも智異山の地図は空で書ける」と述懐する。
孔国鎮によれば、ゲリラ討伐の99パーセントは民衆工作、すなわち民心収攬にかかっており、良民とゲリラの分離を図らなければならず、「池に水がいっぱいあれば魚は捕まりにくい。しかし水を干せば簡単に捕まえられる。ゲリラは魚で、民衆が水なのだ」と例えている。良民とゲリラの分離は、通匪部落は強制隔離し、山中の過疎部落は疎開させて集団部落を造り、自衛力を持たせるが、これを円滑に行うのは軍事ではなく政治の問題としている。軍事的には、「山頂の拠点を占領してから、外郭を包囲し、そしてゲリラが包囲網の外に出なければ情報も食料も入手できない状況に追い込むために内線的に作戦する。ゲリラに昼も夜も動き回られては困るため、攪乱部隊でこれを封じる。接触したら徹底的に追撃する。途中で部隊を交替せず、連続して追跡するのだ。ゲリラはいったん見失ったら二度と捕捉できない」としている。